# Расселлвілл (Огайо)
Расселлвілл (англ. Russellville) — селище (англ. village) в США, в окрузі Браун штату Огайо. Населення — 542 особи (2020).

## Географія
Расселлвілл розташований за координатами 38°52′2″ пн. ш. 83°47′16″ зх. д. / 38.86722° пн. ш. 83.78778° зх. д. (38.867273, -83.787784).  За даними Бюро перепису населення США в 2010 році селище мало площу 1,89 км², уся площа — суходіл.

## Демографія
Згідно з переписом 2010 року, у селищі мешкала 561 особа в 209 домогосподарствах у складі 139 родин. Густота населення становила 297 осіб/км².  Було 236 помешкань (125/км²).
Расовий склад населення:
| - 99,1 % — білих - 0,5 % — чорних або афроамериканців |

До двох чи більше рас належало 0,4 %. Частка іспаномовних становила 0,5 % від усіх жителів.
За віковим діапазоном населення розподілялося таким чином: 30,3 % — особи молодші 18 років, 55,8 % — особи у віці 18—64 років, 13,9 % — особи у віці 65 років та старші. Медіана віку мешканця становила 33,7 року. На 100 осіб жіночої статі у селищі припадало 92,8 чоловіків;  на 100 жінок у віці від 18 років та старших — 94,5 чоловіків також старших 18 років.
Середній дохід на одне домашнє господарство  становив 55 416 доларів США (медіана — 41 979), а середній дохід на одну сім'ю — 63 298 доларів (медіана — 46 250). За межею бідності перебувало 10,8 % осіб, у тому числі 7,7 % дітей у віці до 18 років та 3,4 % осіб у віці 65 років та старших.
Цивільне працевлаштоване населення становило 286 осіб. Основні галузі зайнятості: освіта, охорона здоров'я та соціальна допомога — 21,7 %, виробництво — 15,4 %, роздрібна торгівля — 14,0 %, мистецтво, розваги та відпочинок — 12,9 %.